# Max Dickert
Max Karl Rudolf Dickert, född 17 mars 1889 i Berlin, död 3 februari 1976, var en svensk oboist.
Efter utbildning i Berlin var han engagerad i Tyskland, Ryssland och Finland. Mellan 1914 och 1955 var han oboist i Stockholms konsertförening. Han invaldes som associé nr 202 i Kungliga Musikaliska Akademien den 17 januari 1952 och blev ledamot 758 den 1 juli 1971.